# Liste von Vornamen/P
Diese Unterseite der Liste von Vornamen enthält Vornamen, die mit dem Buchstaben P beginnen.
Männliche Vornamen sind mit dem Symbol ♂ und weibliche Vornamen mit dem Symbol ♀ markiert.

## Pa
Paavo ♂,
Pablo ♂,
Paddy ♂,
Pádraic ♂,
Pádraig ♂,
Paige ♀,
Päivi ♀,
Pajtim ♂, 
Pajtime ♀, 
Pal ♂, 
Pál ♂,
Páll ♂,
Palmira ♀,
Pamela ♀,
Pamuk ♀,
Pankratius ♂,
Pankraz ♂,
Panna ♀,
Pantaleon ♂,
Paola ♀, 
Paolo ♂, 
Pär ♂,
Paraskeva ♀,
Paraskevi ♀,
Parastou ♀,
Pardulf ♂,
Paride ♂,
Paris ♂♀,
Parlak ♀,
Parmida ♀,
Parvati ♀,
Parviz ♂,
Pascal ♂,
Pascale ♀,
Patrice ♂♀,
Patricia ♀,
Patricius ♂,
Patrick ♂,
Patrik ♂,
Patrizia ♀,
Patrizio ♂,
Patroclus ♂,
Patrokles ♂,
Patryk ♂,
Pau ♂,
Paul ♂,
Paula ♀,
Paulette ♀,
Paulin ♂,
Paulina ♀,
Pauline ♀,
Paulinho ♂,
Paulino ♂,
Paulius ♂, 
Pausanias ♂,
Pavao ♂,
Pavle ♂,
Pawla ♀,
Pawlina ♀,
Pawoł ♂
Payton ♂

## Pe
Peadar ♂,
Pearl ♀,
Pedro ♂,
Peer ♂,
Peeter ♂,
Pegah ♀,
Peggy ♀,
Peithon ♂,
Pejman ♂,
Pekka ♂,
Pelagia ♀,
Pelin ♀,
Penelope ♀,
Pentti ♂,
Peppone ♂,
Per ♂,
Percival ♂, 
Percy ♂,
Perdita ♀,
Peregrin ♂,
Periander ♂,
Perico ♂,
Perieres ♂,
Perihan ♀,
Perkin ♂,
Pernilla ♀,
Pernille ♀,
Përparim ♂, 
Përparime ♀, 
Perry ♂,
Pertti ♂,
Perun ♂,
Pete ♂,
Petek ♀,
Peter ♂,
Petr ♂,
Petra ♀,
Petras ♂, 
Petre ♂,
Petrė ♀, 
Petrissa ♀,
Petronella ♀,
Petrus ♂,
Petter ♂,
Peyman ♂
Peyton ♂

## Pf
Pfiffi ♀, 

## Ph
Phalkes ♂,
Phelan ♂,
Philaios ♂,
Philemon ♂,
Philine ♀,
Philip ♂,
Philipp ♂,
Philippa ♀,
Philippe ♂,
Phillip ♂,
Philomena ♀,
Phineas ♂,
Phoebe ♀,
Phoebus ♂,
Phorbas ♂,
Photina ♀,
Photinus ♂,
Phyllida ♀
Phyllis ♀

## Pi
Pia ♀,
Pierino ♂,
Piero ♂,
Pierret ♀,
Piers ♂,
Piet ♂,
Pieter ♂,
Pietro ♂,
Pija ♀,
Pijus ♂, 
Pikria ♂♀,
Pilar ♀,
Pim ♂,
Pınar ♀,
Pinchas ♂,
Pinise ♀,
Pinkus ♂,
Piotr ♂,
Pippa ♀,
Pippin ♂,
Pir ♂,
Piret ♀,
Pirkko ♀,
Pirmin ♂,
Piroschka ♀,
Pit ♂,
Pithon ♂,
Pius ♂

## Pj–Po
Pjetër ♂, 
Pjotr ♂,
Plácido ♂, 
Plamen ♂, 
Pleistarchos ♂,
Pocius ♂, 
Pol ♂,
Polat ♂,
Polina ♀,
Polly ♀,
Polydoros ♂,
Polykarp ♂,
Pontius ♂,
Pontus ♂,
Povilas ♂, 
Powers ♂, 
Poyraz ♂

## Pr
Prakash ♂,
Pranas ♂, 
Pranciškus ♂, 
Pranė ♀, 
Preben ♂, 
Predrag ♂,
Prek ♂, 
Priit ♂,
Primož ♂,
Primus ♂,
Priscilla ♀,
Priscilliano ♂, 
Priska ♀,
Priszillian ♂,
Priya ♂♀,
Procopius ♂,
Prokop ♂,
Prokopios ♂,
Prokopius ♂,
Prosper ♂,
Prospero ♂,
Protasius ♂

## Pu–Py
Publius ♂,
Pugal ♂,
Python ♂